# Willem Dafoe
Pour les articles homonymes, voir Dafoe.
Willem Dafoe est un acteur, producteur et scénariste américano-italien, né le 22 juillet 1955 à Appleton (Wisconsin).
Acteur fétiche des réalisateurs Paul Schrader et Abel Ferrara, il a également collaboré à plusieurs reprises avec des réalisateurs aussi divers que Walter Hill, Oliver Stone, Martin Scorsese, Julian Schnabel, Wes Anderson, Lars von Trier, Sam Raimi, Robert Eggers et Yorgos Lanthimos.

## Biographie

### Jeunesse
Willem James Dafoe est né le 22 juillet 1955 à Appleton, dans l'État du Wisconsin, aux États-Unis. Il a deux frères et cinq sœurs. Il portait à l'origine le prénom de William, avant de le changer légalement en Willem.
Il commence sa carrière par le théâtre au sein d'une troupe expérimentale. Avec sa femme, Elizabeth LeCompte, il crée alors la compagnie théâtrale Wooster Group, dans laquelle il joue toujours aujourd'hui.

### Carrière
En 1980, il obtient son premier rôle au cinéma dans le film La Porte du paradis de Michael Cimino. Il joue par la suite le personnage principal de The Loveless de Kathryn Bigelow et Monty Montgomery, puis dans Les Prédateurs de Tony Scott, Les Rues de feu de Walter Hill et Police fédérale Los Angeles de William Friedkin.
En 1986, entre autres apparitions, il incarne le sergent Elias dans Platoon d'Oliver Stone, interprétation grâce à laquelle il est nommé pour l'Oscar du meilleur acteur dans un second rôle en 1987.
En 1988, il tient les rôles principaux des films Mississippi Burning d’Alan Parker et de La Dernière Tentation du Christ de Martin Scorsese. Cette dernière œuvre suscita des polémiques parfois violentes.
En 2001, il est nommé à l'Oscar du meilleur second rôle pour son interprétation de Max Schreck dans le film L'Ombre du vampire. Puis, il interprète le rôle de John Carpenter dans le biopic Auto focus, consacré à Bob Crane.
Dès 2002, il reprend ses rôles de personnages malveillants en interprétant Norman Osborn, alias le Bouffon vert dans Spider-Man de Sam Raimi. Il reprendra ce rôle dans les deuxième (2004) et troisième (2007) volets, toujours sous la direction de Sam Raimi, et en 2021 pour Spider-Man: No Way Home réalisé par Jon Watts.

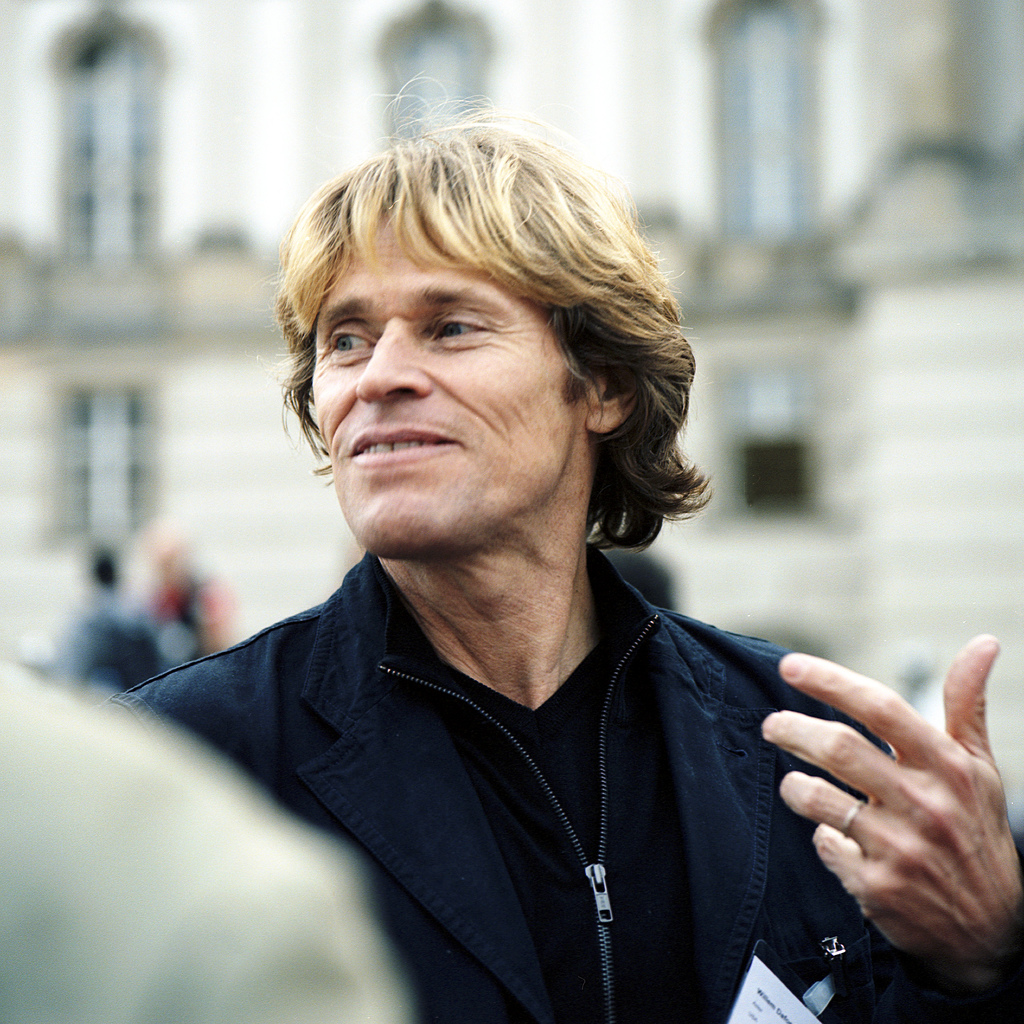
Willem Dafoe en 2006.

En 2004, il est opposé à l'agent secret James Bond, joué par Pierce Brosnan, dans le jeu vidéo 007 : Quitte ou double (007: Everything or Nothing). Dans ce jeu de tir à la troisième personne, Dafoe campe le rôle de Nikolaï Diavolo, un ancien agent du KGB et disciple de Max Zorin.

En 2007, il est membre du jury des longs métrages lors du 57e Festival de Berlin, présidé par Paul Schrader.

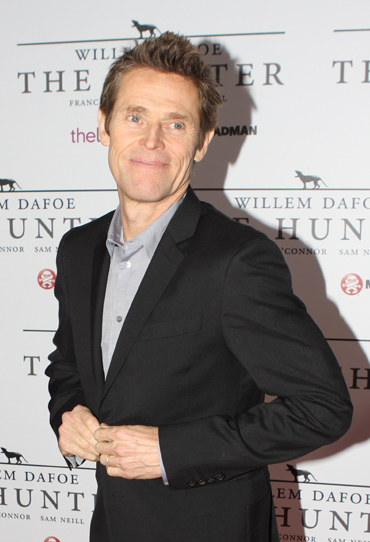
L'acteur à la première australienne de The Hunter, en septembre 2011.

En 2012, il joue dans le vidéo-clip Cut the world du groupe Antony and the Johnsons.
En 2013, Willem Dafoe prête sa voix et son visage au personnage de Nathan Dawkins pour les besoins du jeu à choix multiples Beyond: Two Souls, du studio Quantic Dream, avec Elliot Page dans le rôle principal.
En 2014, il fait partie du jury des longs métrages du 67e Festival de Cannes, présidé par la réalisatrice néo-zélandaise Jane Campion. Il joue aussi dans le film Nos étoiles contraires dans lequel il incarne Peter Van Houten.
En 2017, il incarne le gérant d'un motel dans The Florida Project de Sean Baker. Sa performance est acclamée et lui vaut de nombreuses nominations aux récompenses cinématographiques distinguant le meilleur acteur dans un second rôle,,.
En 2018, il intègre la distribution du long métrage en prise de vues réelle, Togo. La même année, il joue le rôle du peintre Vincent Van Gogh dans le film At Eternity's Gate de Julian Schnabel. Sa prestation lui vaudra la Coupe Volpi de la meilleure interprétation masculine à la Mostra de Venise.
En 2021, Willem Dafoe tient le rôle de Clement « Clem » Hoately, un des nombreux membres d'un carnaval dépeint dans le film Nightmare Alley de Guillermo del Toro. Il fait également partie de la distribution du jeu 12 Minutes du studio Annapurna Interactive, qui comprend également James McAvoy et Daisy Ridley. Dans ce jeu d'aventure huis clos sur fond de boucle temporelle, le joueur doit empêcher le personnage de Dafoe de s'en prendre à lui, tout en comprenant les raisons de ses actions.

### Vie privée
De 1977 à 2004, Willem Dafoe a été en couple, sans jamais se marier, avec la réalisatrice Elizabeth LeCompte. Ils ont eu un fils, Jack, né en 1982,,
Le 25 mars 2005, il épouse l'actrice, réalisatrice et scénariste italienne Giada Colagrande, un an après leur rencontre à Rome lors de la première d'un de ses films. Le couple travaille ensemble sur certains films comme Avant d'avoir un nom et Une femme. Partageant également leur temps entre la ville de Rome, New York et Los Angeles, Willem Dafoe a opté pour la double nationalité italienne et américaine.

## Théâtre
- 2013 : The Old Woman mise en scène par Robert « Bob » Wilson

## Filmographie
Sauf indication contraire, les informations mentionnées dans cette section peuvent être confirmées par les bases de données cinématographiques IMDb et Allociné,  présentes dans la section « Liens externes ».

### Cinéma

#### Longs métrages
- 1980 : La Porte du paradis (Heaven's Gate) de Michael Cimino : un figurant (non crédité)
- 1982 : The Loveless de Kathryn Bigelow et Monty Montgomery (en) : Vance
- 1983 : Les Prédateurs (The Hunger) de Tony Scott : le second jeune homme dans la cabine téléphonique
- 1984 : Roadhouse 66 (en) de John Mark Robinson (en) : Johnny Harte
- 1984 : New York Nights de Simon Nuchtern (en) : le petit ami
- 1984 : Les Rues de feu (Streets of Fire) de Walter Hill : Raven Shaddock
- 1985 : Police fédérale Los Angeles (To Live and Die in L.A.) de William Friedkin : Eric « Rick » Masters
- 1986 : Platoon d'Oliver Stone : le sergent Elias Grodin
- 1988 : Saigon, l'enfer pour deux flics (Off Limits) de Christopher Crowe (en) : Buck McGriff
- 1988 : La Dernière Tentation du Christ (The Last Temptation of Christ) de Martin Scorsese : Jésus
- 1988 : Mississippi Burning d'Alan Parker : l'agent Alan Ward
- 1989 : Triumph of the Spirit de Robert M. Young : Salamo Arouch
- 1989 : Né un 4 juillet (Born on the Fourth of July) d'Oliver Stone : Charlie
- 1990 : Cry-Baby de John Waters : un garde
- 1990 : Sailor et Lula (Wild at Heart) de David Lynch : Bobby Peru
- 1991 : Le Vol de l'Intruder (Flight of the Intruder) de John Milius : Virgil « Tiger » Cole
- 1992 : Light Sleeper de Paul Schrader : John LeTour
- 1992 : Sables mortels (White Sands) de Roger Donaldson : le shérif-adjoint Ray Dolezal
- 1993 : Body (Body of Evidence) d'Uli Edel : Frank Dulaney
- 1993 : Si loin, si proche ! (In weiter Ferne, so nah!) de Wim Wenders : Emit Flesti
- 1994 : Tom et Viv de Brian Gilbert : Tom Eliot
- 1994 : Danger immédiat (Clear and Present Danger) de Phillip Noyce : John Clark
- 1994 : La Nuit et le Moment (The Night and the Moment), d'Anna Maria Tatò : L'auteur
- 1996 : Basquiat de Julian Schnabel : l'électricien
- 1996 : Le Patient anglais (The English Patient) d'Anthony Minghella : David Caravaggio
- 1996 : Victory de Mark Peploe : Axel Heyst
- 1997 : Speed 2 : Cap sur le danger (Speed 2: Cruise Control) de Jan de Bont : John Geiger
- 1997 : Affliction de Paul Schrader : Rolfe Whitehouse
- 1998 : Lulu on the Bridge de Paul Auster : Dr Van Horn
- 1998 : New Rose Hotel d'Abel Ferrara : X
- 1998 : Conundrum de Richard Crudo (en)
- 1999 : eXistenZ de David Cronenberg : Gas
- 1999 : Les Anges de Boston (The Boondock Saints) de Troy Duffy (en) : Paul Smecker
- 2000 : American Psycho de Mary Harron : Donald Kimball
- 2000 : Animal Factory de Steve Buscemi : Earl Copen
- 2000 : L'Ombre du vampire (Shadow of the Vampire) d'E. Elias Merhige : Max Schreck
- 2000 : Bullfighter (en) de Rune Bendixen : le père Ramirez
- 2001 : Pavillon de femmes (en) (Pavilion of Women) de Ho Yim : le père Andre
- 2001 : Hiver 42 - Au nom des enfants (Edges of the Lord) de Yurek Bogayevicz (en) : le prêtre
- 2002 : Spider-Man de Sam Raimi : Norman Osborn / le Bouffon vert
- 2002 : Auto Focus de Paul Schrader : John Carpenter
- 2003 : The Reckoning de Paul McGuigan : Martin
- 2003 : Il était une fois au Mexique… Desperado 2 (Once Upon a Time in Mexico) de Robert Rodríguez : Barillo
- 2004 : L'Enlèvement (The Clearing) de Pieter Jan Brugge : Arnold Mack
- 2004 : Spider-Man 2 de Sam Raimi : Norman Osborn / le Bouffon vert
- 2004 : La Vie aquatique (The Life Aquatic with Steve Zissou) de Wes Anderson : Klaus Daimler
- 2004 : Control de Tim Hunter : Dr Michael Copeland
- 2004 : Aviator (The Aviator) de Martin Scorsese : Roland Sweet
- 2005 : xXx²: The Next Level de Lee Tamahori : le général George Deckert
- 2005 : Manderlay de Lars von Trier : Le père de Grace
- 2005 : Before It Had a Name (en) de Giada Colagrande : Leslie
- 2005 : Mr. Ripley et les Ombres (Ripley Under Ground), de Roger Spottiswoode : Neil Murchinson
- 2006 : American Dreamz de Paul Weitz : le vice-président Sutter
- 2006 : Inside Man : L'Homme de l'intérieur (Inside Man) de Spike Lee : le capitaine John Darius
- 2006 : Paris, je t'aime de Nobuhiro Suwa (segment 2e arrondissement) : le cow-boy
- 2007 : The Procedure (court-métrage) d'Adam McKay : Christopher
- 2007 : The Walker de Paul Schrader : Larry Lockner
- 2007 : Les Vacances de Mr Bean (Mr. Bean's Holiday) de Steve Bendelack : Carson Clay
- 2007 : Spider-Man 3 de Sam Raimi : Norman Osborn / le Bouffon vert
- 2007 : Go Go Tales d'Abel Ferrara : Ray Ruby
- 2007 : Anamorph de Henry S. Miller : Stan Aubray
- 2008 : Fireflies in the Garden de Dennis Lee (ko) : Charles Waechter
- 2008 : Adam Resurrected de Paul Schrader : le commandant Klein
- 2008 : La Poussière du temps (Η σκόνη του χρόνου) de Theo Angelopoulos : A
- 2009 : Antichrist de Lars von Trier : lui
- 2009 : L'Affaire Farewell de Christian Carion : Feeney
- 2009 : Dans l'œil d'un tueur (My Son, My Son, What Have Ye Done) de Werner Herzog : Hank Havenhurst
- 2009 : L'Assistant du vampire (Cirque du Freak: The Vampire's Assistant) de Paul Weitz : Gavner Purl
- 2009 : Les Anges de Boston 2 (The Boondock Saints II: All Saints Day) de Troy Duffy (en) : Paul Smecker (non crédité)
- 2010 : Daybreakers de Michael Spierig : Lionel « Elvis » Cormac
- 2010 : Miral de Julian Schnabel : Eddie
- 2010 : A Woman de Giada Colagrande : Max Oliver
- 2011 : 4 h 44 Dernier jour sur Terre (4:44 Last Day on Earth) d'Abel Ferrara : Cisco
- 2011 : The Hunter de Daniel Nettheim : Martin David
- 2012 : John Carter d'Andrew Stanton : Tars Tarkas
- 2012 : La Mort en sursis (Tomorrow You're Gone) de David Jacobson : Buddha
- 2013 : Odd Thomas contre les créatures de l'ombre de Stephen Sommers : le chef Wyatt Porter
- 2013 : Les Brasiers de la colère (Out of the Furnace) de Scott Cooper : John Petty
- 2013 : Bad Country de Chris Brinker (en) : Bud Carter
- 2013 : Nymphomaniac de Lars von Trier : L
- 2014 : The Grand Budapest Hotel de Wes Anderson : Jopling
- 2014 : Nos étoiles contraires (The Fault in Our Stars) de Josh Boone : Peter Van Houten
- 2014 : Un homme très recherché (A Most Wanted Man) d'Anton Corbijn : Tommy Brue
- 2014 : John Wick de David Leitch et Chad Stahelski : Marcus
- 2014 : Pasolini d'Abel Ferrara : Pier Paolo Pasolini
- 2015 : My Hindu Friend de Héctor Babenco : Diego Fairman
- 2016 : Dog Eat Dog de Paul Schrader : Mad Dog
- 2016 : Sculpt de Loris Gréaud
- 2016 : Last Call (A Family Man) de Mark Williams (en) : Ed Blackridge
- 2017 : Mountain de Jennifer Peedom (en) : narrateur
- 2017 : La Grande Muraille (The Great Wall, 長城) de Zhang Yimou : Ballard
- 2017 : Seven Sisters de Tommy Wirkola : Terrence Settman
- 2017 : Death Note d'Adam Wingard : Ryuk (voix et capture de mouvement)
- 2017 : Le Crime de l'Orient-Express (Murder on the Orient Express) de Kenneth Branagh : détective Gerhart Hardman
- 2017 : The Florida Project de Sean Baker : Bobby
- 2017 : Piazza Vittorio d'Abel Ferrara : lui-même
- 2018 : At Eternity's Gate de Julian Schnabel : Vincent Van Gogh
- 2018 : Aquaman de James Wan : Nuidis Vulko
- 2019 : Brooklyn Affairs (Motherless Brooklyn) d'Edward Norton : Paul Randolph
- 2019 : The Lighthouse de Robert Eggers : Thomas Wake
- 2019 : Tommaso d'Abel Ferrara : Tommaso
- 2019 : Togo : le huski des neiges (Togo) d'Ericson Core : Leonhard Seppala
- 2020 : Sa dernière volonté (The Last Thing He Wanted) de Dee Rees : Richard McMahon
- 2020 : Siberia d'Abel Ferrara : Clint
- 2021 : Zack Snyder's Justice League de Zack Snyder : Nuidis Vulko
- 2021 : The French Dispatch de Wes Anderson : Albert le Boulier
- 2021 : The Card Counter de Paul Schrader : le colonel John Gordo
- 2021 : Spider-Man: No Way Home de Jon Watts : Norman Osborn / le Bouffon vert
- 2021 : Nightmare Alley de Guillermo del Toro : Clem Hoately
- 2022 : The Northman de Robert Eggers : Heimir le fou
- 2022 : Dead for a Dollar de Walter Hill : Joe Cribbens
- 2022 : The Wild One de Tessa Louise-Salomé : Jack Garfein, le narrateur (voix anglaise)
- 2023 : À l'intérieur (Inside) de Vasilis Katsoupis (de) : Nemo
- 2023 : Asteroid City de Wes Anderson : Saltzburg Keitel
- 2023 : Pauvres Créatures (Poor Things) de Yórgos Lánthimos : Dr Godwin Baxter
- 2023 : Finalmente l'alba de Saverio Costanzo : Rufus Priori
- 2023 : Pet Shop Days d'Olmo Schnabel : Francis
- 2024 : Kinds of Kindness de Yórgos Lánthimos : Raymond / George / Omi
- 2024 : Beetlejuice Beetlejuice de Tim Burton : Wolf Jackson, l'officier de police venu de l'au-delà
- 2024 : Saturday Night de Jason Reitman : David Tebet
- 2024 : Nosferatu de Robert Eggers : Pr Albin Eberhart Von Franz
- 2024 : Tropico de Giada Colagrande : Raymond Sanz
- 2025 : La Légende d'Ochi (The Legend of Ochi) d'Isaiah Saxon : Maxim
- 2025 : The Phoenician Scheme de Wes Anderson : l'avocat
- 2025 : The Man In My Basement de Nadia Latif : Anniston Bennet

#### Films d'animation
- 2003 : Le Monde de Nemo (Finding Nemo) d'Andrew Stanton et Lee Unkrich : Gill, le zancle  (voix)
- 2003 : Camel Cricket City d'Alex Kamer : Camel Cricket (voix)
- 2006 : Les Contes de Terremer (ゲド戦記) de Gorō Miyazaki : Cob (voix anglaise)
- 2010 : Fantastic Mr. Fox de Wes Anderson : Rat (voix)
- 2016 : Le Monde de Dory (Finding Dory) d'Andrew Stanton : Gill (voix)

### Télévision

#### Séries télévisées
- 1986 : Le Voyageur (The Hitchhiker) : Jeffrey Hunt (série télévisée, saison 3, épisode 6)
- 1997 et 2014 : Les Simpson (The Simpsons) : le commandant (série d'animation, saison 8, épisode 25 : La Guerre secrète de Lisa Simpson) et M. Lassen (saison 26, épisode 7 : Blazed and Confused)

### Jeux vidéo
- 2002 : Spider-Man : Norman Osborn / le Bouffon vert
- 2004 : 007 : Quitte ou double (007: Everything or Nothing) : Nikolaï Diavolo (voix, capture de mouvement et physique)
- 2013 : Beyond: Two Souls : Nathan Dawkins (capture de mouvement)
- 2021 : 12 Minutes

### Comme producteur
- 1998 : New Rose Hotel d'Abel Ferrara (coproducteur)
- 2025 : The Man In My Basement de Nadia Latif (producteur délégué)

### Comme scénariste
- 2005 : Black Widow (Before It Had a Name) de Giada Colagrande

## Distinctions
Sauf indication contraire, les informations mentionnées dans cette section peuvent être confirmées par la base de données cinématographiques IMDb,  présente dans la section « Liens externes ».

### Récompenses
- 1995 : Prix Sant Jordi du meilleur acteur étranger pour Light Sleeper
- 2000 : Festival international du film de Catalogne du meilleur acteur dans un second rôle pour L'Ombre du vampire
- Los Angeles Film Critics Association Awards 2000 : Meilleur acteur dans un second rôle pour L'Ombre du vampire
- Festival international du film de Fort-Lauderdale 2000 : Lauréat du Prix du président de l'acteur le plus créatif pour L'Ombre du vampire
- 2001 : Fantasporto du meilleur acteur dans un second rôle pour L'Ombre du vampire
- 2001 : Film Independent's Spirit Awards du meilleur acteur dans un second rôle pour L'Ombre du vampire
- 2001 : Online Film & Television Association Awards du meilleur acteur dans un second rôle pour L'Ombre du vampire
- 2001 : Phoenix Film Critics Society Awards du meilleur acteur dans un second rôle pour L'Ombre du vampire
- Saturn Awards 2001 : Meilleur acteur dans un second rôle pour L'Ombre du vampire
- Satellite Awards 2001 : Meilleur acteur dans un second rôle (film musical ou comédie) pour L'Ombre du vampire
- Camerimage 2002 : Lauréat du Prix Spécial pour sa contribution au monde du cinéma.
- New York Film Critics Online Awards 2002 : Meilleur acteur dans un second rôle pour Spider-man
- Festival du film de Taormine 2002 : Lauréat du Prix Taormina Arte (it).
- Festival international du film de Saint-Sébastien 2005 : lauréat du prix Donostia pour l'ensemble de sa carrière.
- Festival international du film de Locarno 2006 : lauréat du prix spécial de l'excellence.
- Prix internationaux Flaiano 2007 : lauréat du prix pour l’ensemble de sa carrière.
- 2008 : Málaga International Week of Fantastic Cinema (pl) du meilleur acteur pour Anamorph
- Festival international du film de Chicago 2009 : Lauréat du Prix pour l’ensemble de sa carrière.
- Festival international du film de CineVegas (en) 2009 : Lauréat du Prix Vanguard.
- Bodil 2010 : Meilleur acteur pour Antichrist
- Las Palmas de Gran Canaria International Film Festival (en) 2011 : lauréat du prix d'honneur Lady Harimaguada.
- Festival international du film de Stockholm 2012 : lauréat du prix pour l'ensemble de sa carrière.
- Detroit Film Critics Society Awards 2014 : Meilleure distribution pour The Grand Budapest Hotel partagé avec Ralph Fiennes, F. Murray Abraham, Mathieu Amalric, Adrien Brody, Jeff Goldblum, Harvey Keitel, Jude Law, Bill Murray, Edward Norton, Saoirse Ronan, Jason Schwartzman, Léa Seydoux, Tilda Swinton, Tom Wilkinson, Owen Wilson et Tony Revolori.
- Florida Film Critics Circle Awards 2014 : Meilleure distribution pour The Grand Budapest Hotel
- San Diego Film Critics Society Awards 2014 : Meilleur acteur pour John Wick, pour Nos étoiles contraires, pour The Grand Budapest Hotel, pour Un homme très recherché, pour Nymphomaniac
- Southeastern Film Critics Association Awards 2014 : Meilleure distribution pour The Grand Budapest Hotel
- Central Ohio Film Critics Association Awards 2015 : Meilleure distribution pour The Grand Budapest Hotel
- 2015 : Georgia Film Critics Association Awards de la meilleure distribution pour The Grand Budapest Hotel
- Festival international du film de Marrakech 2015 : Lauréat du Prix d'Honneur du festival.
- 2016 : Lauréat du Prix Crystal Globe pour sa contribution au monde du cinéma.
- 2016 : Festival des films du monde de Montréal du meilleur acteur pour My Hindu Friend
- 2017 : Atlanta Film Critics Circle (es) du meilleur acteur dans un second rôle pour The Florida Project
- 2017 : Austin Film Critics Association Awards du meilleur acteur dans un second rôle  pour The Florida Project
- 2017 : Black Film Critics Circle Awards du meilleur acteur dans un second rôle pour The Florida Project
- 2017 : Boston Online Film Critics Association Awards du meilleur acteur dans un second rôle pour The Florida Project
- 2017 : Boston Society of Film Critics Awards du meilleur acteur dans un second rôle pour The Florida Project
- 2017 : Chicago Film Critics Association Awards du meilleur acteur dans un second rôle  pour The Florida Project
- 2017 : Chicago Independent Film Critics Circle Awards du meilleur acteur dans un second rôle pour The Florida Project
- 2017 : Detroit Film Critics Society Awards du meilleur acteur dans un second rôle pour The Florida Project
- 2017 : Indiana Film Journalists Association Awards du meilleur acteur dans un second rôle pour The Florida Project
- 2017 : Indiewire Critics' Poll (en) du meilleur acteur dans un second rôle pour The Florida Project
- 2017 : Kansas City Film Critics Circle Awards du meilleur acteur dans un second rôle  pour The Florida Project
- Kids' Choice Awards 2015 : Meilleure équipe dans une comédie d'animation pour Le Monde de Dory partagé avec Ellen DeGeneres, Albert Brooks, Kaitlin Olson, Hayden Rolence (en), Ed O'Neill, Ty Burrell et Eugene Levy.
- Los Angeles Film Critics Association Awards 2017 : Meilleur acteur dans un second rôle pour The Florida Project
- National Board of Review Awards 2017 : Meilleur acteur dans un second rôle pour The Florida Project
- 2017 : New York Film Critics Circle Awards du meilleur acteur dans un second rôle pour The Florida Project
- 2017 : New York Film Critics Online Awards du meilleur acteur dans un second rôle pour The Florida Project
- 2017 : San Francisco Film Critics Circle Awards du meilleur acteur dans un second rôle pour The Florida Project
- 2017 : Seattle Film Critics Awards du meilleur acteur dans un second rôle pour The Florida Project
- 2017 : Toronto Film Critics Association Awards du meilleur acteur dans un second rôle pour The Florida Project
- 2017 : Utah Film Critics Association Awards du meilleur acteur dans un second rôle pour The Florida Project
- 2017 : Vancouver Film Critics Circle Awards du meilleur acteur dans un second rôle pour The Florida Project
- 2018 : Alliance of Women Film Journalists Awards du meilleur acteur dans un second rôle pour The Florida Project
- Berlinale 2018 : Lauréat du Prix d'Honneur de l'Ours d'or d'honneur.
- 2018 : Central Ohio Film Critics Association Awards du meilleur acteur dans un second rôle pour The Florida Project
- 2018 : Denver Film Critics Society Awards du meilleur acteur dans un second rôle pour The Florida Project
- 2018 : Georgia Film Critics Association Awards du meilleur acteur dans un second rôle pour The Florida Project
- Gotham Independent Film Awards 2018 : Lauréat du Prix Tribute.
- 2018 : International Online Cinema Awards du meilleur acteur dans un second rôle pour The Florida Project
- 2018 : Iowa Film Critics Awards (cs) du meilleur acteur dans un second rôle pour The Florida Project
- 2018 : National Society of Film Critics Awards du meilleur acteur dans un second rôle pour The Florida Project
- 2018 : North Carolina Film Critics Association Awards (cs) du meilleur acteur dans un second rôle pour The Florida Project
- 2018 : Oklahoma Film Critics Circle Awards du meilleur acteur dans un second rôle pour The Florida Project
- Festival international du film de Palm Springs 2018 : Lauréat du Prix Icon pour The Florida Project
- Festival international du film de Santa Barbara 2018 : Lauréat du Prix Cinema Vanguard pour The Florida Project
- Mostra de Venise 2018 : Coupe Volpi pour la meilleure interprétation masculine pour At Eternity's Gate
- Prix Green Drop (pt) pour At Eternity's Gate partagé avec Julian Schnabel.
- Satellite Awards 2019 : Meilleur acteur dans un second rôle pour The Florida Project

### Nominations
- 1987 : Film Independent's Spirit Awards du meilleur acteur pour Platoon
- Oscars 1987 : Meilleur acteur dans un second rôle pour Platoon
- 1991 : Film Independent's Spirit Awards du meilleur acteur dans un second rôle pour Sailor et Lula
- Razzie Awards 1994 : pire acteur pour Body
- Razzie Awards 1998 : pire second rôle masculin pour Speed 2 : Cap sur le danger
- 2001 : Awards Circuit Community Awards du meilleur acteur dans un second rôle pour L'Ombre du vampire
- Golden Globes 2001 : Meilleur acteur dans un second rôle pour L'Ombre du vampire
- Oscars 2001 : Meilleur acteur dans un second rôle dans un second rôle pour L'Ombre du vampire
- 2001 : Online Film Critics Society Awards du meilleur acteur dans un second rôle pour L'Ombre du vampire
- Chicago Film Critics Association Awards 2001 : Meilleur acteur dans un second rôle dans un second rôle pour L'Ombre du vampire
- Chlotrudis Awards 2002 : Meilleur acteur dans un second rôle dans un second rôle pour L'Ombre du vampire
- Chicago Film Critics Association Awards 2003 : Meilleur acteur dans un second rôle pour Auto Focus
- 2003 : MTV Movie Awards du meilleur méchant pour Spider-Man
- Boston Society of Film Critics Awards 2004 : Meilleure distribution pour La Vie aquatique partagé avec Cate Blanchett, Bud Cort, Michael Gambon, Jeff Goldblum, Anjelica Huston, Bill Murray, Noah Taylor et Owen Wilson.
- Critics' Choice Movie Awards 2005 : Meilleure distribution pour La Vie aquatique
- 2011 : 20/20 Awards du meilleur acteur dans un second rôle pour Sailor et Lula
- Australian Academy of Cinema and Television Arts Awards 2012 : Meilleur acteur pour The Hunter
- Australian Film Critics Association Awards 2012 : Meilleur acteur pour The Hunter
- 2015 : BTVA Television Voice Acting Awards de la meilleure performance vocale masculine dans une série télévisée d'animation pour Les Simpson
- 2017 : Awards Circuit Community Awards du meilleur acteur dans un second rôle pour The Florida Project
- Australian Academy of Cinema and Television Arts Awards 2018 : Meilleur acteur dans un second rôle pour The Florida Project
- 2018 : AARP Movies for Grownups Awards (en) du meilleur acteur (en) dans un second rôle pour The Florida Project
- British Academy Film Awards 2018 : Meilleur acteur dans un second rôle pour The Florida Project
- Critics' Choice Movie Awards 2018 : Meilleur acteur dans un second rôle pour The Florida Project
- Golden Globes 2018 : Meilleur acteur dans un second rôle pour The Florida Project
- Oscars 2018 : Meilleur acteur dans un second rôle pour The Florida Project
- 2019 : AARP Movies for Grownups Awards du meilleur acteur pour At Eternity's Gate
- 2019 : Alliance of Women Film Journalists Awards du meilleur acteur pour At Eternity's Gate
- Critics' Choice Movie Awards 2019 : Meilleur acteur pour At Eternity's Gate
- Golden Globes 2019 : Meilleur acteur pour le rôle de Vincent van Gogh pour At Eternity's Gate
- Oscars 2019 : Meilleur acteur pour At Eternity's Gate
- Golden Globes 2024 : Meilleur acteur dans un second rôle pour Pauvres Créatures

## Voix francophones
En France, Éric Herson-Macarel et Dominique Collignon-Maurin sont les voix françaises régulières en alternance de Willem Dafoe. Patrick Floersheim, jusqu'à son décès, a aussi été une des voix régulières de l'acteur, l'ayant doublé dans huit films. François Dunoyer l'a occasionnellement doublé à quatre reprises. À titre exceptionnel, il a notamment été doublé par François Siener dans Aviator, Hervé Jolly dans Un homme très recherché, Philippe Résimont dans The Florida Project, Patrick Chesnais dans At Eternity's Gate ou encore Philippe Catoire dans The French Dispatch.
Au Québec, il est régulièrement doublé par Sylvain Hétu. Toutefois, Guy Nadon et Jean-Marie Moncelet l'ont doublé à cinq et quatre reprises. Exceptionnellement, il est doublé par Jean-Luc Montminy dans Sables mortels, Sébastien Dhavernas dans Il était une fois au Mexique, Alain Zouvi dans L'Assistant du vampire et Pierre Auger dans Fantastique Maître Renard.
Voix françaises
- Éric Herson-Macarel : trilogie Spider-Man de Sam Raimi, Les Brasiers de la colère, John Wick, The Lighthouse, l'univers cinématographique DC, etc.
- Dominique Collignon-Maurin (*1949 - 2025) : La Dernière Tentation du Christ, Mississippi Burning, Né un 4 juillet, La Vie aquatique, The Grand Budapest Hotel, Nos étoiles contraires, Seven Sisters, L'Ombre du vampire, etc.
- Patrick Floersheim (*1944 - 2016) : Danger immédiat, Inside Man : L'Homme de l'intérieur, Odd Thomas contre les créatures de l'ombre, Pasolini, etc.

Voix québécoises
Note : La liste indique les titres québécois.
- Sylvain Hétu : Des lucioles dans le jardin, L'Aube des survivants, Au cœur du brasier, La Grande Muraille, Mon royaume en Floride, Le Crime de l'Orient-Express, Aquaman, À la porte de l'éternité[20]
- Guy Nadon : trilogie Spider-Man, Nos étoiles contraires, Le Phare[20]
- Jean-Marie Moncelet : Ça va clancher !, L'Aviateur, L'Informateur, American Dreamz[20].